# 三塊厝 (高雄市)

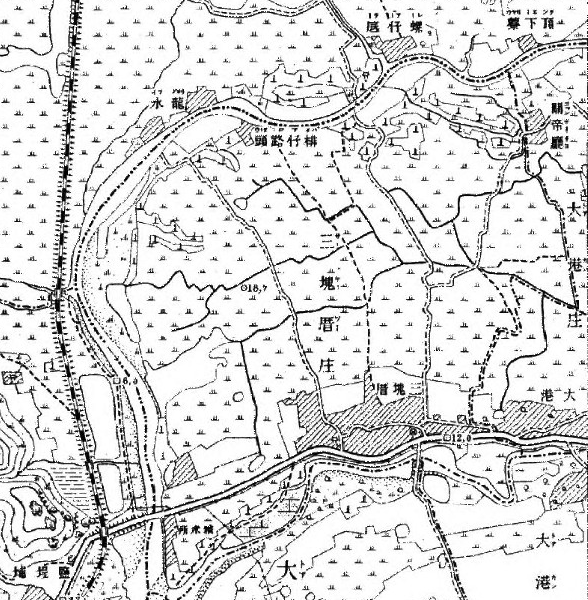
1904年台灣堡圖中的「三塊厝庄」

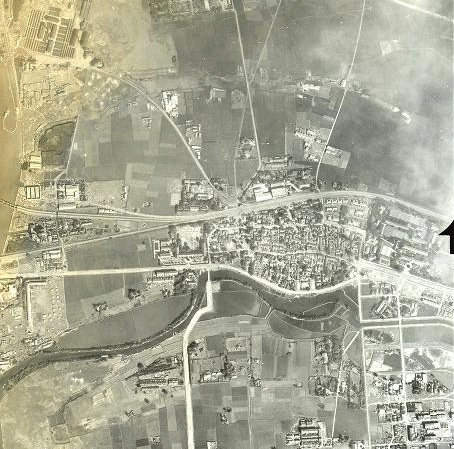
三塊厝聚落的1940年代航照

三塊厝，是臺灣高雄市三民區的一個傳統地域名稱，位於該區西側，為三民區區名由來。日治時期的「三塊厝庄」，相較於今日行政區，其範圍大致包括安宜里、安泰里西南部、安邦里不含最東端、德西里、川東里、十全里、十美里、民享里不含最東端、德東里、德行里不含南部中段、精華里中西半部、德北里、立業里不含東部、立誠里西半部、豐裕里、力行里、裕民里、千秋里、千北里、鳳北里、建東里不含東部凸出部分、港西里西南端、立德里、千歲里不含東南端、鳳南里西北部及東北部、興德里北半部，另外還包括鹽埕區藍橋里東部、壽星里東北端，以及新興區建興里東北部凸出部分、建華里西半部凸出部分的東北半部。

## 地理位置
三塊厝位在二號運河北岸，愛河的東南岸。四周與大港、大港埔、前金、鹽埕埔、內惟、凹子底等地相鄰。

## 歷史

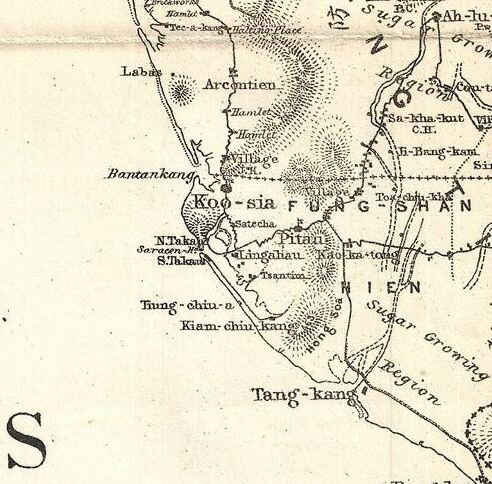
Formosa Island and the Pescadores China (1870 Le Gendre Map of Taiwan or Formosa) Satecha

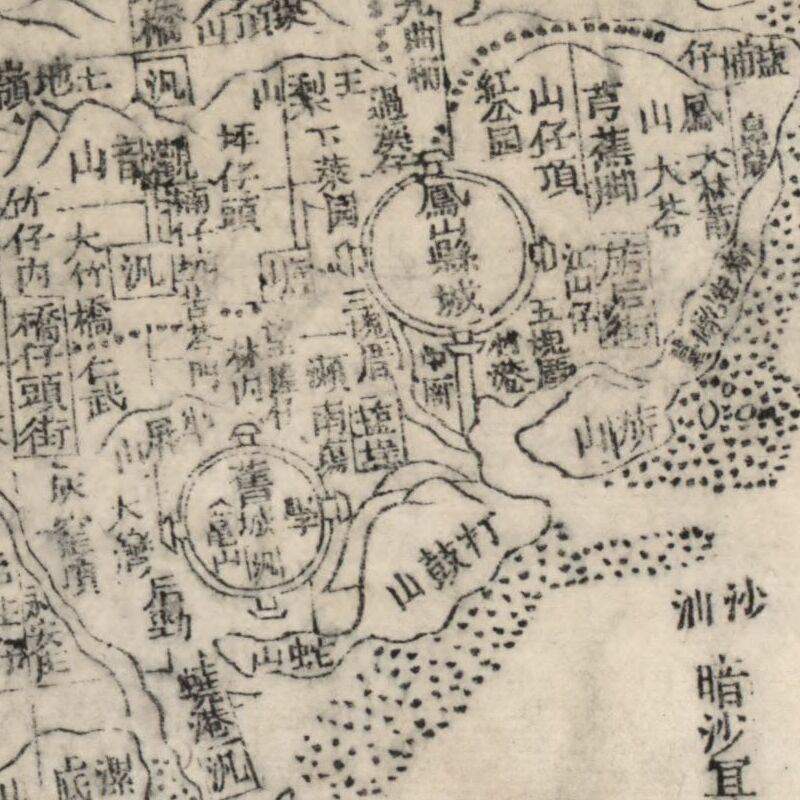
Quan Tai qian hou shan yu tu LOC gm71005160 (三塊厝)

「三塊厝」地名源自明鄭時期於此開墾的王、鄭、蔡「三」個家族。早期聚落臨靠三塊厝溪（後來的「二號運河」）而發展形成。三塊厝溪早期曾有貨運功能，而三塊厝是當時船舶停靠處。清治時期屬大竹里所轄。在乾隆29年（1764年）王瑛曾編著的《重修鳳山縣志》尚未有三塊厝相關紀載，僅有三塊厝溪上游鄰庄𩻸港的記錄(《乾隆臺灣汛塘望寮圖》亦有標注𩻸港)。同治12年（1873年）的一份《鳳山縣發給買賣大租契尾》標明地點為鳳山縣三塊厝街，顯示三塊厝聚落當時已形成商業街市。光緒20年（1894年）盧德嘉所編的《鳳山縣采訪冊》中，也有記載三塊厝街。早期鳳山縣發展緩慢。十九世紀中期美國人敲開打狗港大門（見高雄市歷史），到天津條約打狗開港通商，打鼓港已是華洋雜處商賈雲集，鳳山縣已經大量開墾。西元1870年李仙得所繪製的《台灣與澎湖地圖》中，已標有Satecha地名，位於左營舊城與苓雅寮的路上。清光緒四年（1878年）的《臺灣前後山輿圖》也已有標明三塊厝的位置（塩埕上方）。
在臺灣日治時期初期，地方政府組織更動頻繁。最初三塊厝庄依舊屬於大竹里，其上前後為台南縣，鳳山縣，台南縣，鳳山廳下屬之支廳或辦務署。明治42年（1909年），支廳下設區，三塊厝庄屬於台南聽打狗支廳之苓雅寮區。大正9年（1920年），三塊厝庄改隸於高雄州高雄郡高雄街。大正13年（1924年），廢高雄郡高雄街，設高雄市，隸屬於高雄州。而後三塊厝庄改為三塊厝大字，隸屬於高雄州高雄市。昭和10年（1935年）設立高雄市三塊厝區，管轄三塊厝與大港。國民政府初期沿用日治時代行政區三塊厝區，隨後與覆鼎金區合併組成三民區。
日人1899年開始築鳳山支線，此地在1908年設置了三塊厝驛（三塊厝車站），之後成為交通要地，直至新的高雄驛（高雄車站）於1941年開設後才逐漸式微。三塊厝車站則在1986年廢站。2018年10月14號高雄鐵路地下化完工後復設三塊厝車站。車站等級為簡易站。
三塊厝的早期郊區（後稱中都）不適合農耕，因而人煙較稀少。至1899年鮫島煉瓦工場設立於此後，才逐漸發展成工業地帶。包括陳中和物產株式會社精米所、臺灣煉瓦株式會社、台灣合同鳳梨株式會社、高雄酒精株式會社與東洋製罐株式會社、大江組灰窯等皆曾在此設廠。1922年（大正11年），高雄的第二火力發電廠設立於此，並在1933年再加設變電所。1924年時，由於位在鳳山的無線電送信所在受信等方面有所不便，日本海軍在三塊厝設置了受信所。在1933年底的統計中，三塊厝有大約3951的人口，包括411名日本人。
教育方面，在《鳳山采訪冊》中記載三塊厝設有社學三處。日本領台初期即廢除了清代公立的儒學書院等，只保留私塾型的書房以維持初等教育，並漸次加以管理限制，到大正11年（1922年）停辦。為了讓日本人子弟可以就近升學，於大正11年（1922年）4月在三塊厝設立了高雄州立高雄中學校，即現在之市立高雄中學。同年6月24日，第一公學校於三塊厝三鳳亭成立了三塊厝分教場。大正13年（1924年），原來設在鹽埕埔203番地的第三公學校（三公）遷至三塊厝810番地 三民國小現址，三塊厝分教場與第一公學校內惟分教場併入。昭和11年（1936年）設高等科。昭和12年三公改名旭公學校。根據昭和13年（1938年）的調查，旭公學校有34個班2512人，規模居全市之冠。昭和14年（1939年）於旭公學校內設青年學校，招收高等科畢業生。昭和16年（1941年）原位於鼓山的千歲公學校遷至河濱國小現址，更名為千歲國民學校。同年旭公學校也依法令更名為旭國民學校。
宗教方面，三鳳亭位於三塊厝港旁，於永曆康熙年間分靈自龍水港化龍宮，主祀中壇元帥李哪吒，為三塊厝早期信仰中心。同治九年曾重修。民國53年（1964年）因打通建國三路而遷至現址。民國60年（1971年）重建完畢後改名三鳳宮。
民生方面，明治34年（1901年）設立了三塊厝市場（三塊厝806番地），1913年時有11家店。昭和5年（1930年）11月市場重建改為市直營，開幕時有19家店。然而，6個月後只剩10家。到昭和8年（1933年）時只剩5家店。究其原因，乃是因為距住宅區遠，又有行商阻擾。因應屠宰法規，大正5年（1914年）打狗屠宰場牽至中學校附近較空曠無人的三塊厝溪埔地（三塊厝1084番地）。

## 空間與發展
王、鄭、蔡三家族從不利耕種的龍水、螺仔底渡過寬廣的硫磺水（愛河），南下到了淡水可供灌溉的三塊厝溪畔落腳開墾。王家結廬於三塊厝東段的橋頭（自立路一帶）在三塊厝東北開墾，蔡姓佔南段溪邊的海墘在西北開墾，而鄭氏一族則居西北段的後角(三民國小附近)。靠河的後角地質為黏土地，不利開墾，早期沒有形成聚落。
由於三塊厝溪的水利之便，唐山船舶可停在三塊厝港（今三民國小前）。 三塊厝港也有三塊厝橋，又名鳳儀橋，銜接舊城與能雅寮（苓雅寮），是為雙城古道之南路，連接新舊鳳山城。沿著三塊厝溪的中街仔（今三鳳中街）因而成為商業聚落。信仰中心三鳳亭亦在三塊厝港旁（今建國三路與中華路口）。而後三鳳亭形成四個角頭社區: 海墘、後溝仔、橋頭、北角。海墘為三塊厝溪邊，大厝坐落於此，後溝仔在三民國小附近，橋頭為自立路，（舊）區公所附近，而北角則在北邊。在清治末期，三塊厝已經是鳳山縣新舊城外的一個商業中心。
日本領台後，開始推動使高雄成為一現代化城市。1900年台南至哨船頭港濱的縱貫線通車。都市計畫在打狗築港，填海造陸規畫新市區，以取代清代鳳山新舊城的政治中心。西元1899年日本殖民政府開始建築打狗鳳山鐵路支線，三塊厝南北被鐵路隔開，鹽埕到三塊厝之間則有跨越高雄川的川田橋連接。1908年三塊厝車站開始營運後，三塊厝水陸運便捷，形成前中後街三條主要街道。中街仔（三鳳中街）為商業街，後街仔（三德西街）為站前大街，有公車行駛，並有三輪車休息站。前街則是沿著三塊厝溪的要道。鐵路北邊被規劃為輕工業區，帶動不利耕種的中都地區發展，後角的黏土成為製磚的原料。至今，三鳳中街仍是高雄的南北貨中心。填海造陸後的哨船頭、哈瑪星、鹽埕新市區人口激增，1921年「大高雄市街擴張計畫」又將高雄川的東岸包含三塊厝納入規劃以應付需求。
三塊厝的東側溪埔地在1914年迎來了打狗屠宰場。後溝仔再往西過的廓尾仔埔(根據西尾安太郎之圖)溪岸則是三塊厝的（公有）墓地的所在。原來的打狗火葬場在旗後街。因為打狗都市改正計畫，需要將火葬場遷離。1910年，弘仁社（台南的葬儀社）的西尾安太郎提出在三塊厝1086番地的廓尾仔埔墓地設立火葬場，並且獲准。但到了1920年以後都市改正計畫擴張到三塊厝，火葬場也就於1926年壽山北邊的新火葬場落成後遷離了。
1941年大港的高雄新站開始營運後，鄰近的三塊厝車站漸漸失去重要性。1960-1962年三塊厝溪截彎取直成為二號運河，河道縮小，不再有河運功能，溪邊也釋放出許多土地。前街（三民街）失去原來樣貌，取而代之的是建國三路。三鳳亭因建國三路的建設而遷至二號運河北岸。中華路地下道在1971年完工通車，自立陸橋1977年建造。這兩個連結因縱貫鐵路分隔南北的高雄市的管道完工後使得三塊厝的後街兩端封閉。中街與後街的西端被中華地下道切開。
縱貫線鐵路地下化後，2019年自立陸橋拆除，2020年中華地下道填平開通後三德西街的空間才又與外界有了連結，三鳳中街的西側也重新開啟。

## 設施
- 台鐵三塊厝車站
- 舊三塊厝車站
- 三鳳中街
- 三民市場
- 高雄市立高雄高級中學
- 高雄市立三民國民小學
- 高雄市政府警察局三民第一分局三民派出所
- 台灣合同鳳梨株式會社
- 日本海軍鳳山無線電信所三塊厝受信所
- 王隆遜「槐園」[34]

## 廟宇
- 三鳳宮
- 玉皇宮
- 高雄行德宮